# Mecigeston
Mecigeston, takođe poznat kao pentaran B, kao i 6α-metil-16α,17α-cikloheksanoprogesteron, 6α-metilcikloheksano[1',2';16,17]pregn-4-en-3,20-dion, ili 17α-acetil-6α-metil-16β,24-ciklo-21-norhol-4-en-3-on, je steroidni progestin koji je razvio Zelinski institut za organsku hemiju Ruske akademije nauka, i koji je bio predložen za kliničku primenu kao progestogen, ali nije izveden na tržište. Ovaj materijal je 6α-metilisani analog pentarana A, koji je takođe poznat kao D'6-pentaran ili pregna-D'6-pentaran.